# François Bonlieu
François Bonlieu (21. března 1937, Juvincourt-et-Damary, Francie – 18. srpna 1973, Nice) byl francouzský alpský lyžař.
Na olympijských hrách v Innsbrucku roku 1964 vyhrál závod v obřím slalomu. Z mistrovství světa má ve stejné disciplíně i stříbro (1954), které získal v šestnácti letech, a bronz (1958). V letech 1958 a 1959 byl čtyřikrát mistrem Francie – dvakrát v obřím slalomu a jednou ve slalomu a v kombinaci. Členem seniorské reprezentace se stal již v patnácti letech.
V noci z 16. na 17. srpna 1973 byl smrtelně zraněn při rvačce na promenádě Croisette v Cannes a zemřel následujícího dne v nemocnici v Nice, kam byl převezen. Jeho sestra Edith Bonlieuová byla provdána za olympijského vítěze ve sjezdu Jeana Vuarneta – ona a její syn se později stali obětí sekty slunečního chrámu.